# Nykøbing Bugt
Nykøbing Bugt är en vik i Danmark.   Den ligger i Region Själland, i den östra delen av landet, 60 km väster om Köpenhamn.
Viken är en del av Isefjorden och ligger utanför staden Nykøbing Sjælland.